# Leptodactylus gracilis
Leptodactylus gracilis är en groddjursart som först beskrevs av Duméril och Gabriel Bibron 1840.  Leptodactylus gracilis ingår i släktet Leptodactylus och familjen tandpaddor. IUCN kategoriserar arten globalt som livskraftig. Inga underarter finns listade i Catalogue of Life.